# Sylvestre Gallot

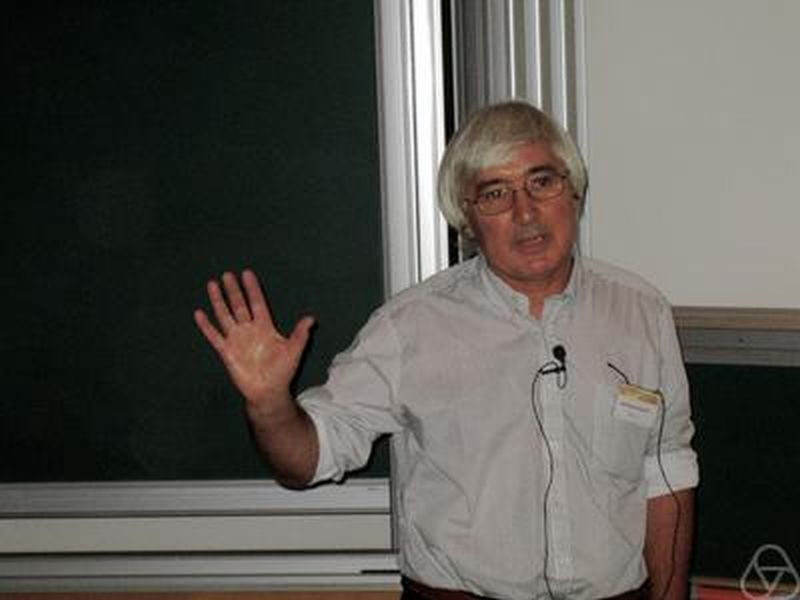
Sylvestre Gallot, IHES, Bures-sur-Yvette 2007

Sylvestre F. L. Gallot (* 29. Januar 1948 in Bazoches-lès-Bray) ist ein französischer Mathematiker, der sich mit Differentialgeometrie befasst. Er ist Professor an der Universität Grenoble.
Gallot wurde bei Marcel Berger an der Universität Paris VII promoviert, war an der Université de Savoie (Anfang der 1980er Jahre), an der  Ecole Normale Superieure de Lyon und an der Universität Grenoble (Institut Fourier). Er befasste sich unter anderem mit isoperimetrischen Ungleichungen in der Riemannschen Geometrie, Starrheitssätzen und dem Spektrum des Laplaceoperators auf Riemannschen Mannigfaltigkeiten.
Mit Gérard Besson und Pierre Berard fand er 1985 eine Form der isoperimetrischen Ungleichung in Riemannschen Mannigfaltigkeiten abhängig von einer unteren Schranke für die Ricci-Krümmung und dem Durchmesser. 1995 bewies er mit Besson und Gilles Courtois eine Ungleichung für die Volumenentropie lokal symmetrischer Räume negativer Krümmung, was wiederum einen neuen, einfacheren Beweis des Starrheitssatzes von George Mostow (1968) lieferte, der besagt, dass kompakte hyperbolische Mannigfaltigkeiten in mehr als zwei Dimensionen durch ihre Fundamentalgruppe bis auf Isometrie bestimmt sind.
Zu seinen Doktoranden gehört Gilles Courtois.
1998 war er Invited Speaker auf dem Internationalen Mathematikerkongress in Berlin (Curvature decreasing maps are volume decreasing).

## Schriften
- mit Dominique Hulin, Jacques Lafontaine Riemannian Geometry, Universitext, Springer Verlag, 3. Auflage 2004
- mit Daniel Meyer Operateur de courbure et laplacien des formes differentielles d´une variété riemannienne, J. Math. Pures Appliqués, 54, 1975, 259–284
- Inégalités isopérimétriques, courbure de Ricci et invariants géométriques, 1,2, Comptes Rendus Acad. Sci., 296, 1983, 333–336, 365-368
- Inégalités isopérimétriques et analytiques sur les variétés riemanniennes, Astérisque 163/164, 1988, 33–91
- mit Pierre Bérard, Gérard Besson Sur une inégalité isopérimétrique qui généralise celle de Paul Lévy-Gromov, Inventiones Mathematicae, Band 80, 1985, S. 295–308,
- mit G. Besson, P. Bérard Embedding riemannian manifolds by their heat kernel, Geometric Functional Analysis (GAFA), 4, 1994, S. 373–398
- mit G. Besson, G. Courtois Volume et entropie minimale des espaces localement symétriques, Inventiones Mathematicae, 103, 1991, S. 417–445 doi:10.1007/BF01239520
- mit G. Besson, G. Courtois: Les variétés hyperboliques sont des minima locaux de l’entropie topologique, Inventiones Mathematicae 177, 1994, S.  403–445
- mit G. Besson G. Courtois: Volume et entropie minimales des variétés localement symétriques, GAFA 5, 1995, S. 731–799
- mit G. Besson, G. Courtois: Minimal entropy and Mostow’s rigidity theorems, Ergodic Theory and Dynamical Systems, 16, 1996, S. 623–649
- Volumes, courbure de Ricci et convergence des variétés, d'après T. H. Colding et Cheeger-Colding, Séminaire Bourbaki 835, 1997/98